# Väinö Bremer
Väinö Bremer (Turku, 24 aprile 1899 – Kerava, 23 dicembre 1964) è stato un aviatore, pentatleta e sciatore di pattuglia militare finlandese.

## Biografia

### Carriera sportiva
Nel 1924 fu presente sia ai I Giochi olimpici invernali, sia agli VIII Giochi olimpici estivi. A Chamonix-Mont-Blanc 1924 partecipò alla gara di pattuglia militare: con il grado di capitano guidò la squadra finlandese, composta anche da Ville Mattila, Heikki Hirvonen e August Eskelinen, alla conquista della medaglia d'argento con il tempo di 4:00:10. Meglio di loro fece solo la nazionale svizzera, con 3:56:06.
Sei mesi dopo, a Parigi 1924, si cimentò nel pentathlon moderno e chiuse al nono posto la gara dominata dagli svedesi Bo Lindman, Gustaf Dyrssen e Bertil Uggla.

### Carriera aeronautica
Ancor più che per le sue imprese sportive, in patria Bremer fu celebre per quelle aeronautiche. Pioniere dell'aviazione finlandese, negli anni venti fu a capo della pattuglia acrobatica della Suomen ilmavoimat, l'aviazione militare. Nel 1931 attraversò in volo l'intera Europa e l'anno dopo compì il tragitto Helsinki-Città del Capo-Helsinki.
Nel 1933 pianificò una circumnavigazione aerea del globo, ma il progetto fu frustrato dal divieto dell'Armata Rossa di sorvolare il territorio dell'Unione Sovietica; Bremer realizzò comunque l'impresa, ma fu costretto a compiere parte del tragitto via nave. Nello stesso anno effettuò una trasvolata dell'Asia.
Bremer morì nel 1964 in un incidente aereo, precipitando nei pressi dell'aeroporto di Helsinki-Vantaa.

## Palmarès

### Pattuglia militare

#### Olimpiadi
- 1 medaglia:
  - 1 argento (pattuglia militare a Chamonix-Mont-Blanc 1924)

## Riconoscimenti
- Harmon-patsas [premio dell'aeronautica militare finlandese assegnato al miglior pilota dell'anno] 1927[2]